# (3808) Tempel
(3808) Tempel ist ein Asteroid des Hauptgürtels, der am 24. März 1982 vom deutschen Astronomen Freimut Börngen an der Thüringer Landessternwarte Tautenburg (IAU-Code 033) entdeckt wurde.
Der Asteroid wurde nach dem deutschen Astronomen und Lithografen Ernst Wilhelm Leberecht Tempel (1821–1889) benannt, dem Entdecker der Kometen Tempel-Tuttle und Tempel 1.